# Baharat

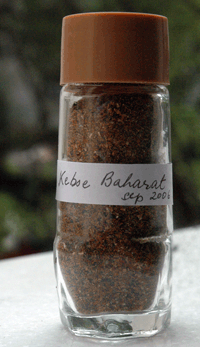
Baharat domowej roboty

Bahārāt (ar. بَهَارَات;) – mieszanka przypraw stosowana w kuchni arabskiej. Różni się w zależności od regionu, ale zazwyczaj obejmuje czarny pieprz, kardamon, goździki, kminek, gałkę muszkatołową, kolendrę i paprykę. Inne przyprawy jakie mogą być dodawane to sumak, szafran, chili, czy kurkuma.
Skład mieszanki może się różnić w zależności od regionu. W Turcji baharat może mieć dodatek kopru włoskiego i suszonej mięty, a w Afryce Północnej zawiera płatki róży.